# 루이스 엔히키 다 시우바 아우베스
루이스 엔히키 다 시우바 아우베스(Luiz Henrique da Silva Alves, 1981년 7월 2일 ~ )는 브라질의 축구 선수이다.

## 선수 경력
2008년 임대 이적을 통해 수원 삼성 블루윙즈에 입단했다. 하지만 수원에서는 인상적인 활약을 보여주지 못했고, 여름 이적시장때 임대 계약이 해지되었다. 하지만, 전북 현대 모터스와의 임대계약을 통해 한국 무대에 남게 되었다. 전북 현대에서는 일취월장의 활약을 보였고, 탄천종합운동장에서 열린 2008년 시즌 6강 플레이오프 성남 일화 천마와의 경기에서 결승골을 넣는 활약을 통해 팀의 4강진출을 도왔다.
이듬해인 2009년에는 28경기 출전에 12개의 도움을 올리며 팀의 사상 첫 우승을 도왔으며 자신도 K리그 도움왕의 자리에 올랐다. 이 때 이동국, 최태욱, 에닝요와 '전북 F4'라 불리며 팬들에게 자신의 이름을 알렸다.
2010년을 앞두고 임대 생활을 끝마치고 전북 현대 모터스와 3년 계약을 맺으며 완전이적을 했다.
2011시즌에는 닥공축구의 일원으로 좋은 모습을 보였고, 특히 챔피언 결정전 2차전에서 후반 23분 1-1상황에서 중앙 선부터 단독 드리블을 통해 득점을 얻어내며 팀이 2-1, 1,2차전 합계 4-2로 이기며 2번째 우승 트로피를 드는데 공헌을 했다.
2012시즌 여름 이적시장을 통해 UAE의 알샤바브으로 이적하며 전북 현대 모터스와 작별했다.
2015시즌 팀을 떠난 에닝요의 빈 자리를 매꾸기 위해 3년만에 전북 현대 모터스로 복귀했다. 복귀전인 수원 삼성 블루윙즈전에서 0-1로 지고 있던 상황에서 1골 1도움을 성공시키며 화려한 복귀를 알렸다. 하지만 이후 부진에 빠지며 좋은 성적을 거두지 못했다.
2016년 전지훈련에서 보루시아 도르트문트와의 경기에 출전했지만, 좋은 모습을 보이지 못했다. 하지만 개막전인 FC 서울전에서 무서운 기세로 골을 몰아치던 아드리아노를 잘 틀어막으며 팀의 1-0 승리를 지켰다. 이후 5월 8일 수원 삼성 블루윙즈전에서 1득점, 5월 21일 전남 드래곤즈전에서 득점을 기록하며 좋은 모습을 보여주었다. 하지만 여름이적시장을 통해 팀을 떠나기로 마음먹었고 7월 13일 부천 FC 1995와의 FA컵 8강전에서 고별전을 치렀다.
여름 이적시장에서 자유계약으로 K리그 챌린지의 강원 FC로 이적했다. 2016년 8월 10일 열린 부산 아이파크와의 리그 경기에서 강원 입단 후 첫 골을 기록했다. 강원에서 22경기 7골 4도움을 기록하며 강원 FC의 K리그 클래식 복귀를 도왔다.
2017시즌을 앞두고 UAE의 아지만으로 이적했다.

## 수상

### 클럽

#### 전북 현대 모터스
- K리그 우승 3회 (2009년, 2011년, 2015년)
- AFC 챔피언스리그 준우승 1회 (2011년)

## 등번호

### K리그
- 26 (2008년,  수원 삼성 블루윙즈)
- 18 (2008년,  전북 현대 모터스)
- 10 (2009년 ~ 2012년,  전북 현대 모터스)
- 8 (2015년 ~ 2016년 ,  전북 현대 모터스)
- 9 (2016년 ,  강원 FC)

### UAE 아라비안 걸프 리그
- 8 (2012~ 2013년,  알샤밥)
- 10 (2013년 ~ 2015년,  에미리트 클럽)
- 10 (2017년 ~ 현재,  아지만 클럽)